# Пита (Гвинея)
Пита (фр. Pita) — город в центральной части Гвинеи, в провинции Маму.

## География
Административный центр префектуры Пита. Расположен к юго-западу от города Лабе, на высоте 913 м над уровнем моря.

## Население
По данным на 2013 год численность населения города составляла 13 047 человек.
Динамика численности населения города по годам:
| 1983   | 1996   | 2013   |
| ------ | ------ | ------ |
| 17 200 | 14 089 | 13 047 |